# Dicranomyia (Dicranomyia) kauaiensis haleakalae
Dicranomyia (Dicranomyia) kauaiensis haleakalae is een ondersoort van de tweevleugelige Dicranomyia (Dicranomyia) kauaiensis uit de familie steltmuggen (Limoniidae). De ondersoort komt voor in het Australaziatisch gebied.